# Piazza Aranci

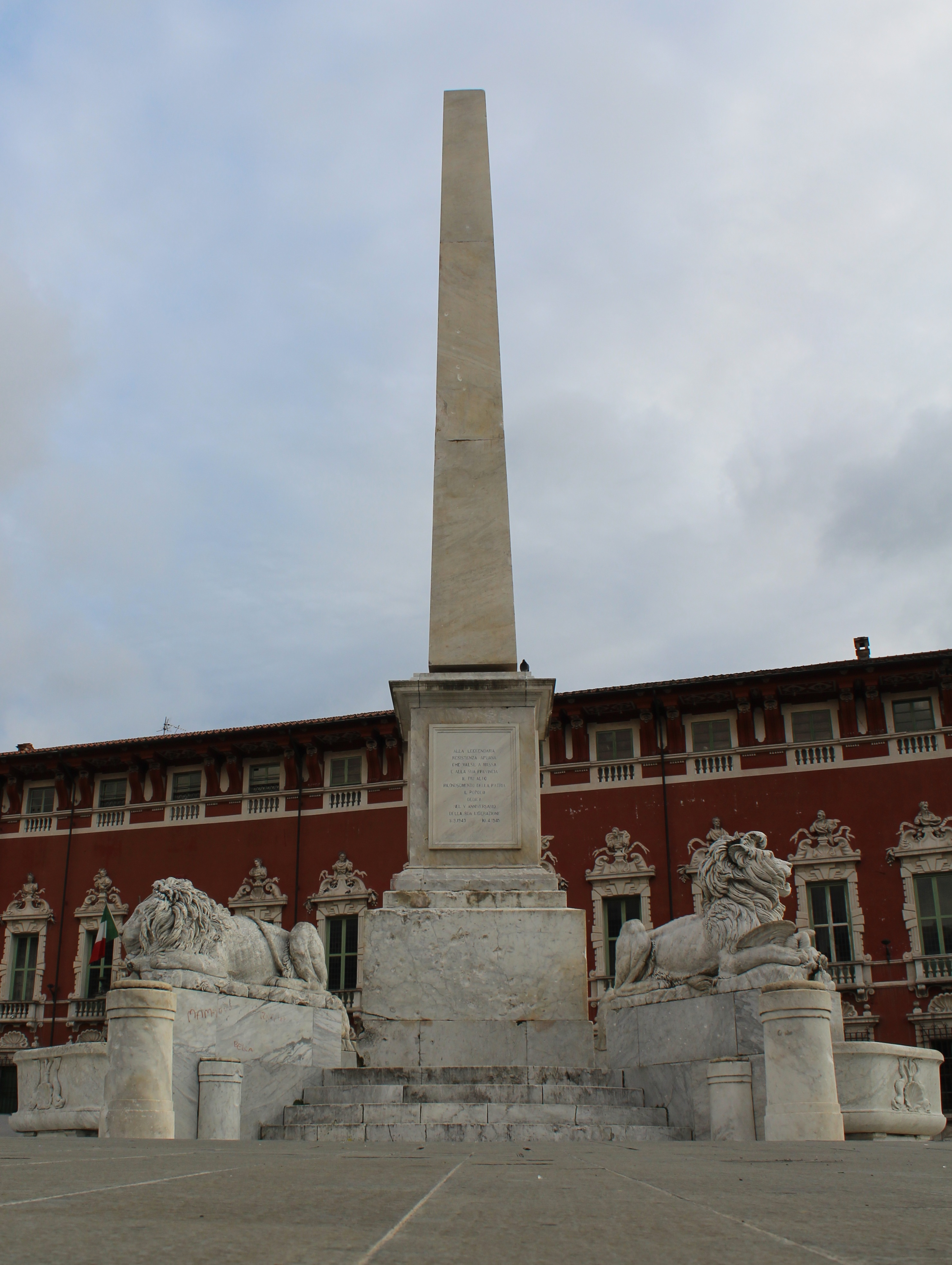
Il monumento celebrativo

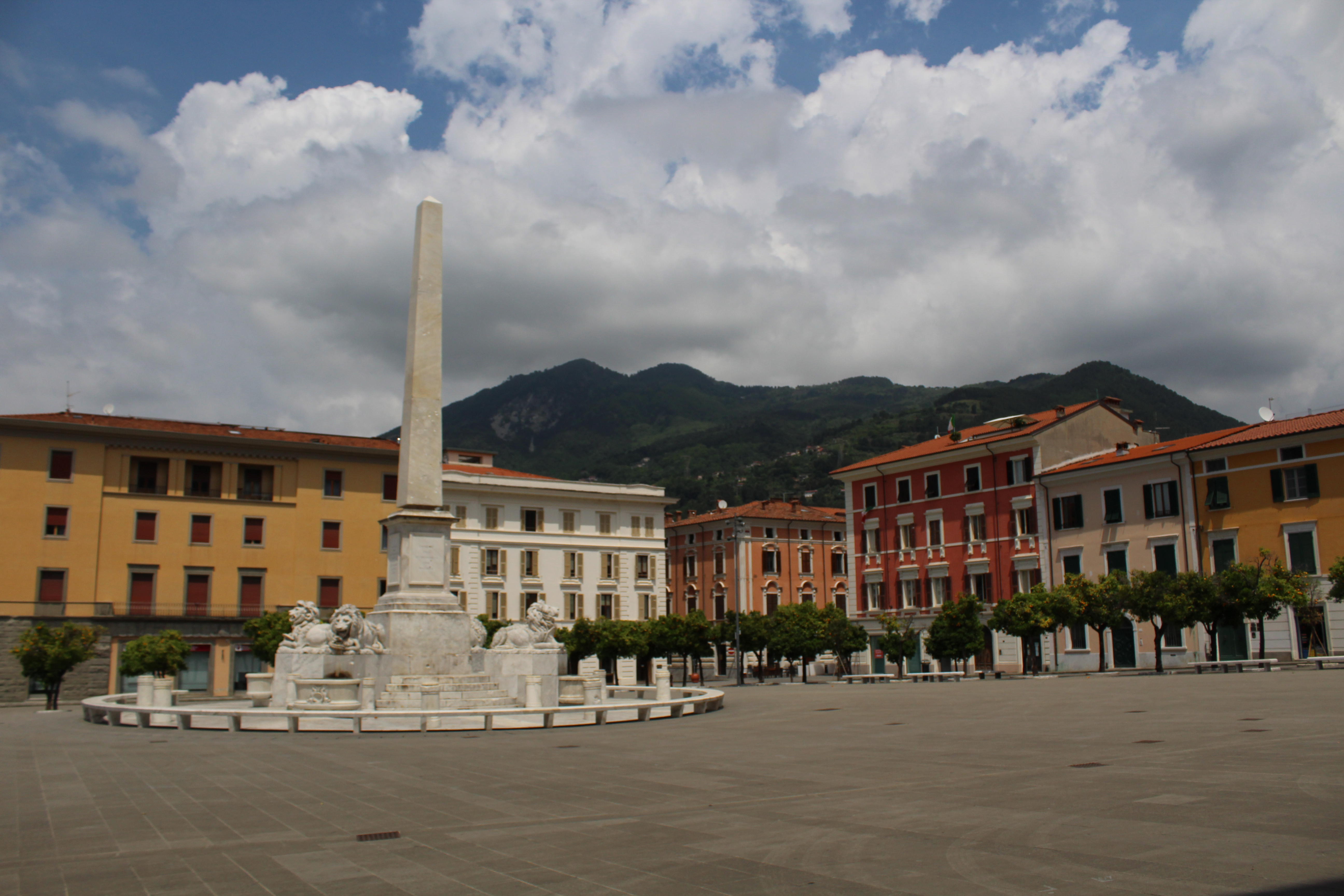
Una vista di piazza degli Aranci e, sullo sfondo, l'imbocco di via Dante Alighieri

Piazza Aranci è la piazza principale di Massa, capoluogo dell'omonima provincia Toscana.

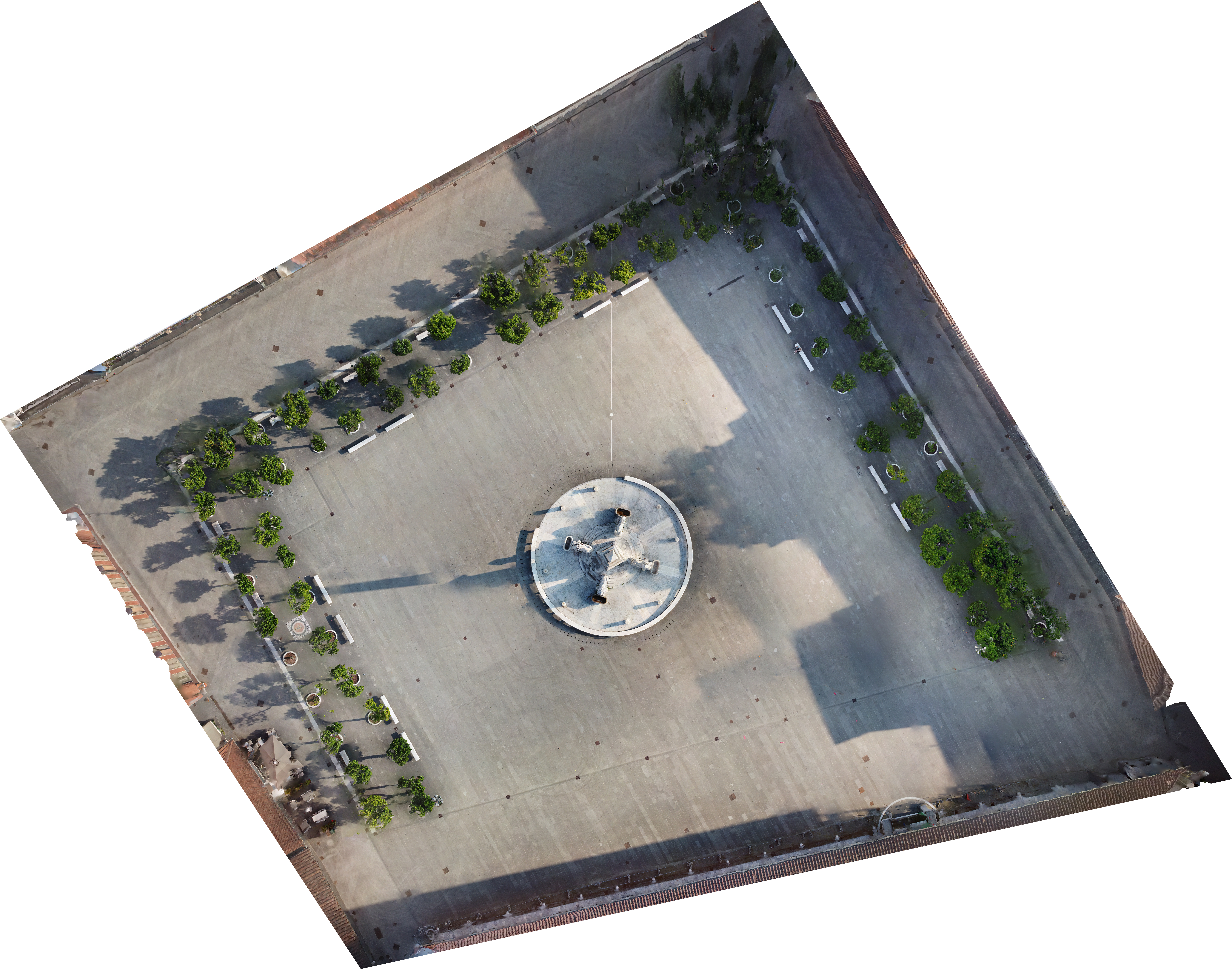
Ricostruzione di Piazza Aranci vista dall'alto

## Storia e descrizione
La piazza, realizzata dopo la discussa distruzione della chiesa di San Pietro nel 1807 e abbellita in seguito, dalla doppia fila di aranci che tuttora la cinge su tre lati, ha permesso di far risaltare l'enorme mole del palazzo ducale con cui costituisce un unico complesso monumentale. Al di sotto della piazza è presente un rifugio antiaereo, visitabile solo nel periodo della festa della Liberazione.

Nel 1827 Giacomo Leopardi, durante il suo soggiorno fiorentino comunicava alla sorella Paolina: 
 

Nel 1877 anche Giosuè Carducci veniva incuriosito da questa particolare piazza: 
Nel '900, come testimoniato da varie cartoline dell'epoca, la piazza era denominata "Piazza Umberto I".
Ancora oggi piazza Aranci, come da sempre, rappresenta nella coscienza dei cittadini l'immagine emblematica del centro della città; fino al 2012 è stata sede di un ampio parcheggio pubblico a pagamento, che occupava la piazza per la quasi totalità dello spazio disponibile. Durante i lavori di ripavimentazione, che hanno reso la piazza completamente pedonale, sono stati portati alla luce i resti della chiesa di San Pietro, demolita nel 1807 su ordine di Elisa Baciocchi. I resti non sono attualmente visibili, in quanto rimasti al di sotto della nuova pavimentazione.

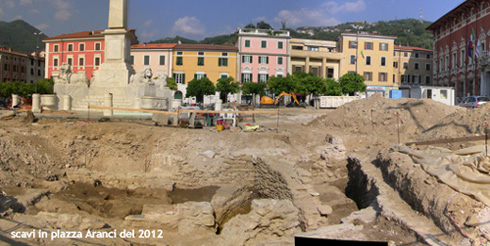
I resti della chiesa durante i lavori del 2012